# Mariä Himmelfahrt (Aunkofen)

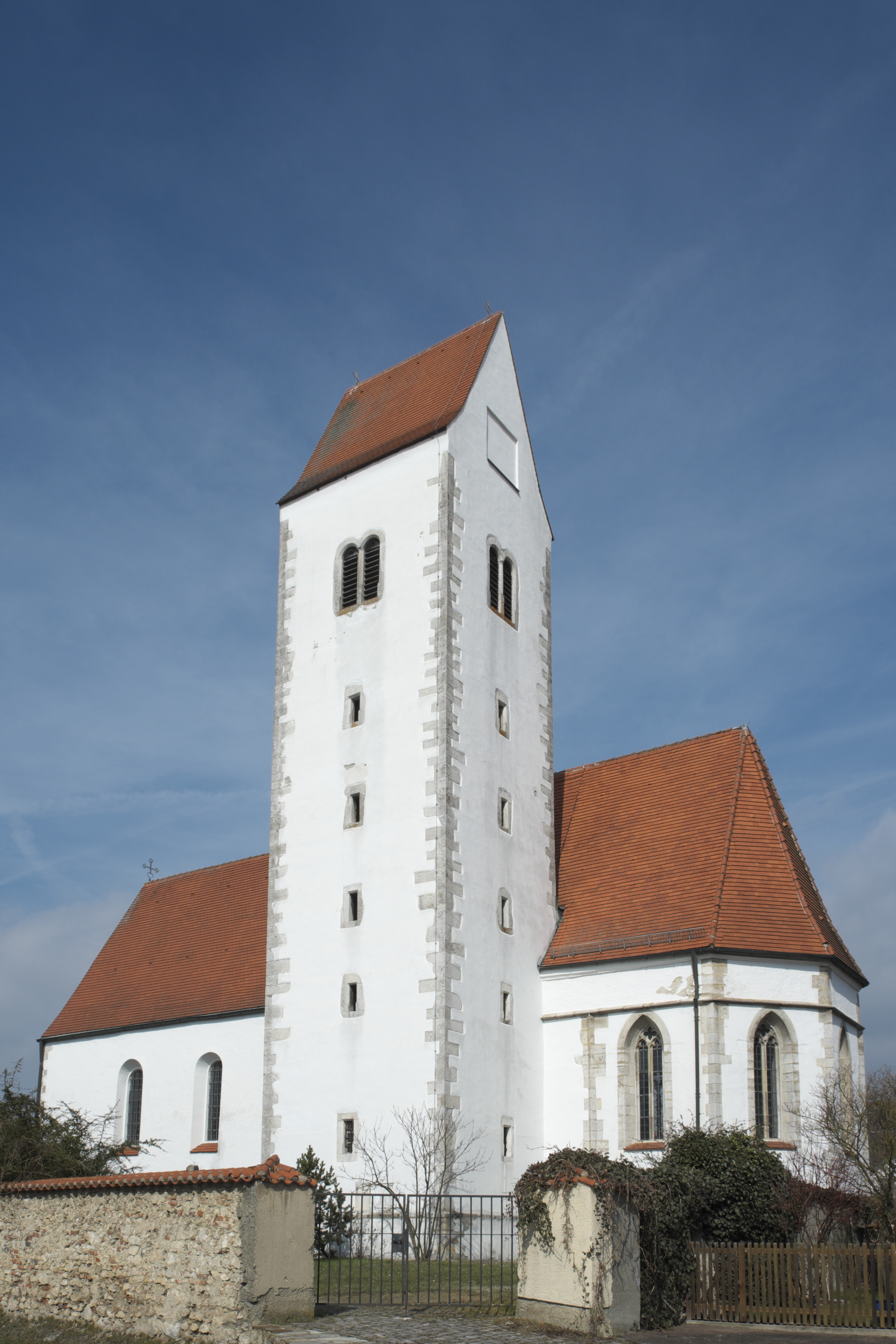
Kirche Mariä Himmelfahrt

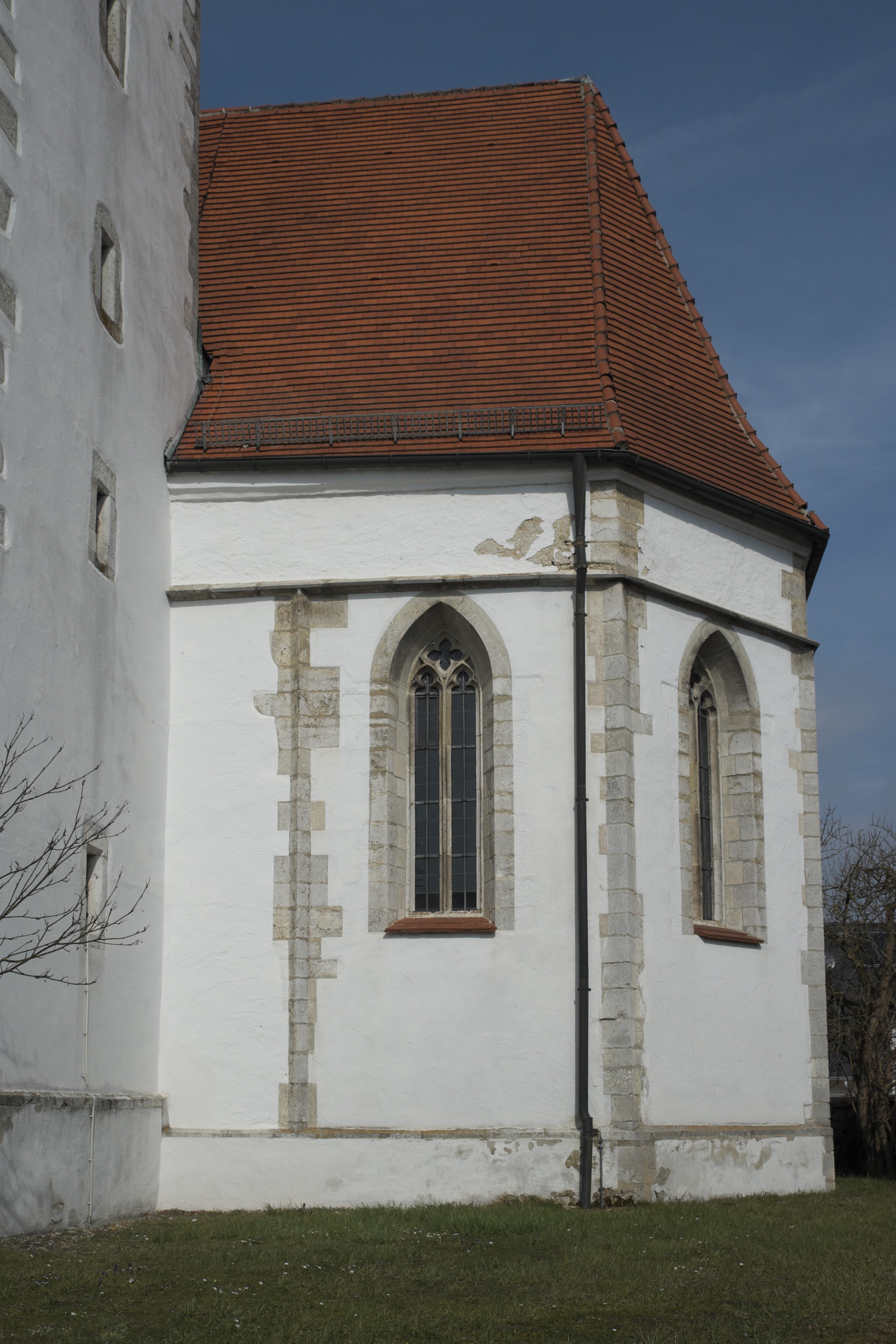
Chor

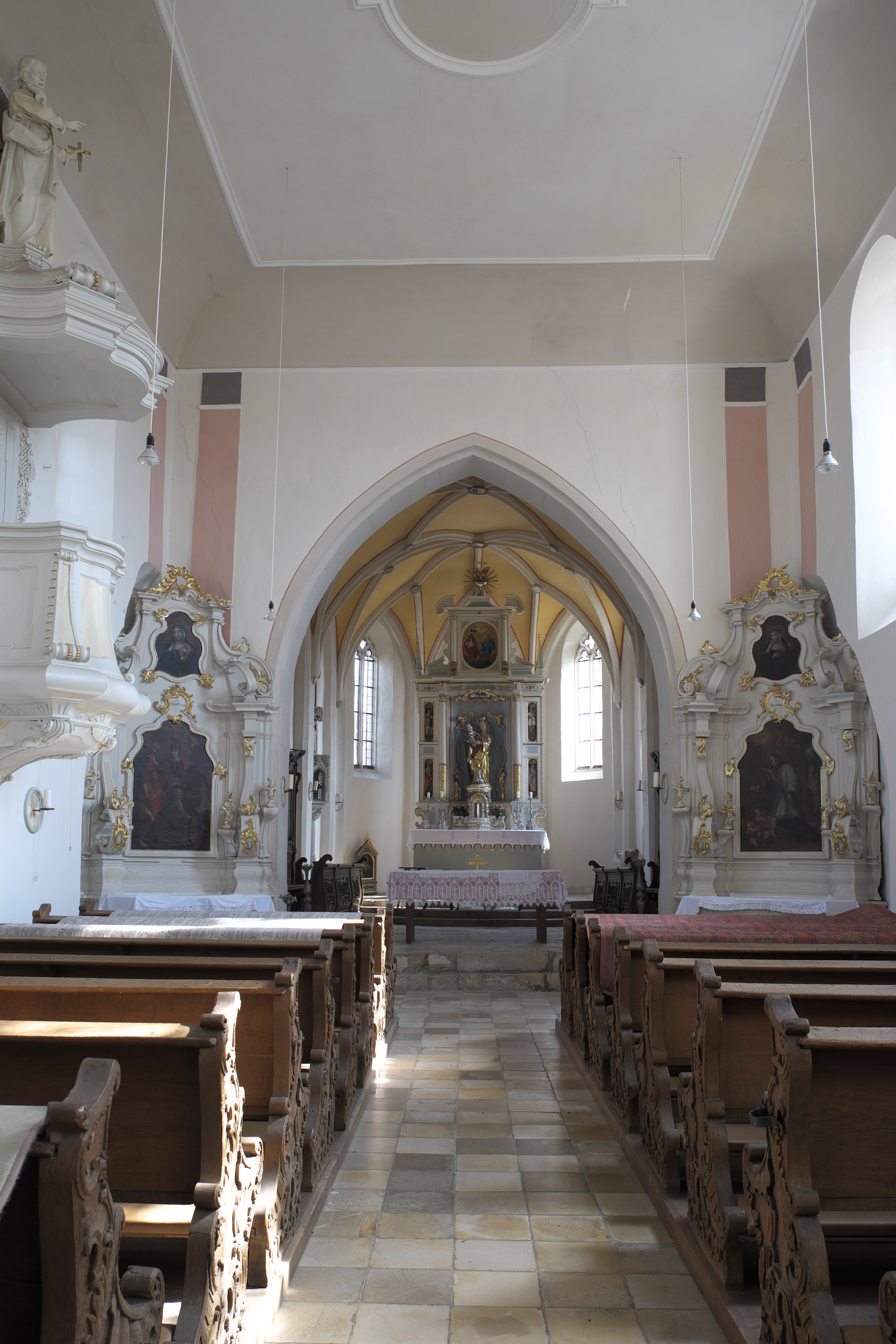
Innenansicht

Die katholische Filialkirche Mariä Himmelfahrt in Aunkofen, einem Stadtteil von Abensberg im niederbayerischen Landkreis Kelheim, geht auf einen romanischen Kirchenbau zurück, der in der Mitte des 15. Jahrhunderts teilweise neu errichtet und vermutlich im 17. Jahrhundert im Stil des Barock verändert wurde. Die Kirche, die der Himmelfahrt Mariens geweiht ist, gehört zu den geschützten Baudenkmälern in Bayern.

## Geschichte
Die Aunkofener Kirche, auch Liebfrauenkirche genannt, war die erste Pfarrkirche der im Jahr 1380 gegründeten Pfarrei St. Barbara in Abensberg. Erst mit dem Bau der um 1450 fertiggestellten Kirche St. Barbara im Stadtkern von Abensberg verlor die Kirche von Aunkofen diese Funktion und wurde Filialkirche.
Wie ein Mirakelbuch aus dem 18. Jahrhundert belegt, gab es zu dieser Zeit eine Wallfahrt zur Aunkofener Kirche.

## Architektur

### Außenbau
Das im Kern romanische Langhaus, von dem noch das vermauerte Südportal erhalten ist, wurde vermutlich im 17. Jahrhundert barock umgestaltet. Der Chor und der Turm, der im südlichen Chorwinkel steht, wurden um 1450 errichtet. Der obere Teil des mit einem Satteldach gedeckten Turms wurde im 16. Jahrhundert aufgebaut. Der ungegliederte Turm ist mit einer Eckquaderung versehen. Er wird in den unteren Geschossen von kleinen, rechteckigen Fensteröffnungen und im Glockengeschoss auf allen vier Seiten von rundbogigen, gekuppelten Klangarkaden durchbrochen.

### Innenraum
Das einschiffige Langhaus ist flach gedeckt. Zum fünfseitig geschlossenen Chor, in dessen Wände spitzbogige, zweibahnige Maßwerkfenster eingeschnitten sind, führt ein gebrochener Chorbogen. Der Chor wird von einem Netzgewölbe überspannt, das auf Konsolen aufliegt, die mit kleinen Wappenschilden, sogenannten Tartschen, verziert sind. An den Kreuzungspunkten der Gewölberippen sind runde, mit Wappen bemalte Schlusssteine, sogenannte Tellersteine, angebracht.

## Ausstattung

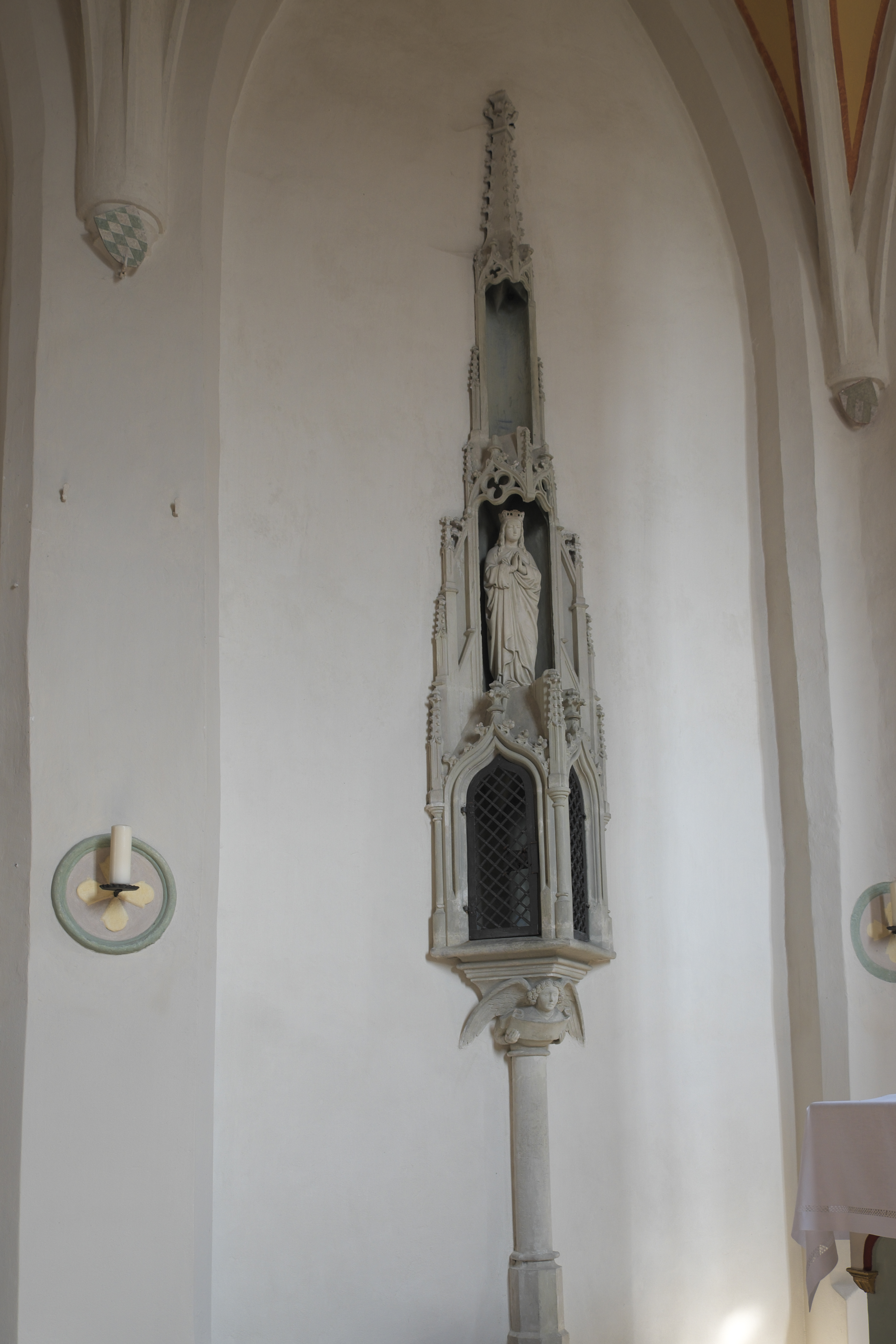
Sakramentshaus

- Der Hochaltar im Stil der Spätrenaissance wurde um 1600 geschaffen. Die Fassung in Weiß-Gold stammt aus späterer Zeit. Auf den seitlichen Gemälden sind die heilige Barbara, die heilige Margareta, die heilige Katharina und die heilige Ursula dargestellt, auf dem Auszugsbild die Dreifaltigkeit.
- Die spätgotische Schnitzfigur der Madonna mit Kind in der Mittelnische des Hochaltars ist eine Arbeit aus dem Ende des 15. Jahrhunderts. Maria trägt auf dem  rechten Arm das Jesuskind und hält in der linken Hand ein Zepter, beide tragen Kronen auf ihren Häuptern. Hinter der Madonna halten vier Engel eine faltenreiche Draperie.
- Die beiden Seitenaltäre im Stil des Rokoko wurden um 1765 von dem Bildhauer Johann Georg Rothmayer angefertigt. Die Altarblätter wurden 1766 von Caspar Fröhlich ausgeführt. Sie stellen am nördlichen Altar den heiligen Martin, der seinen Mantel mit einem Bettler teilt, und am südlichen Altar den heiligen Aloisius von Gonzaga dar.
- Die weiß-gold gefasste Rokoko-Kanzel ist wie die Seitenaltäre eine Arbeit von Johann Georg Rothmayer aus dem Jahr 1764.
- Aus der Zeit um 1765 stammt auch das mit Rokokoschnitzornamenten verzierte Chorgestühl.
- Das Sakramentshaus aus dem späten 15. Jahrhundert wird von einer schlanken Säule und einer Konsole, die mit einer Engelsbüste verziert ist, getragen. Das über Eck gestellte, mit Fialen und Krabben besetzte Gehäuse wird von zwei übereinander angeordneten Figurennischen bekrönt. In der unteren Nische steht eine neugotische Marienfigur, die obere Nische ist leer. Die beiden kielbogigen Öffnungen sind mit Gittertüren verschlossen.
- Die farbig gefasste Figur eines Bischofs wird um 1460 datiert.

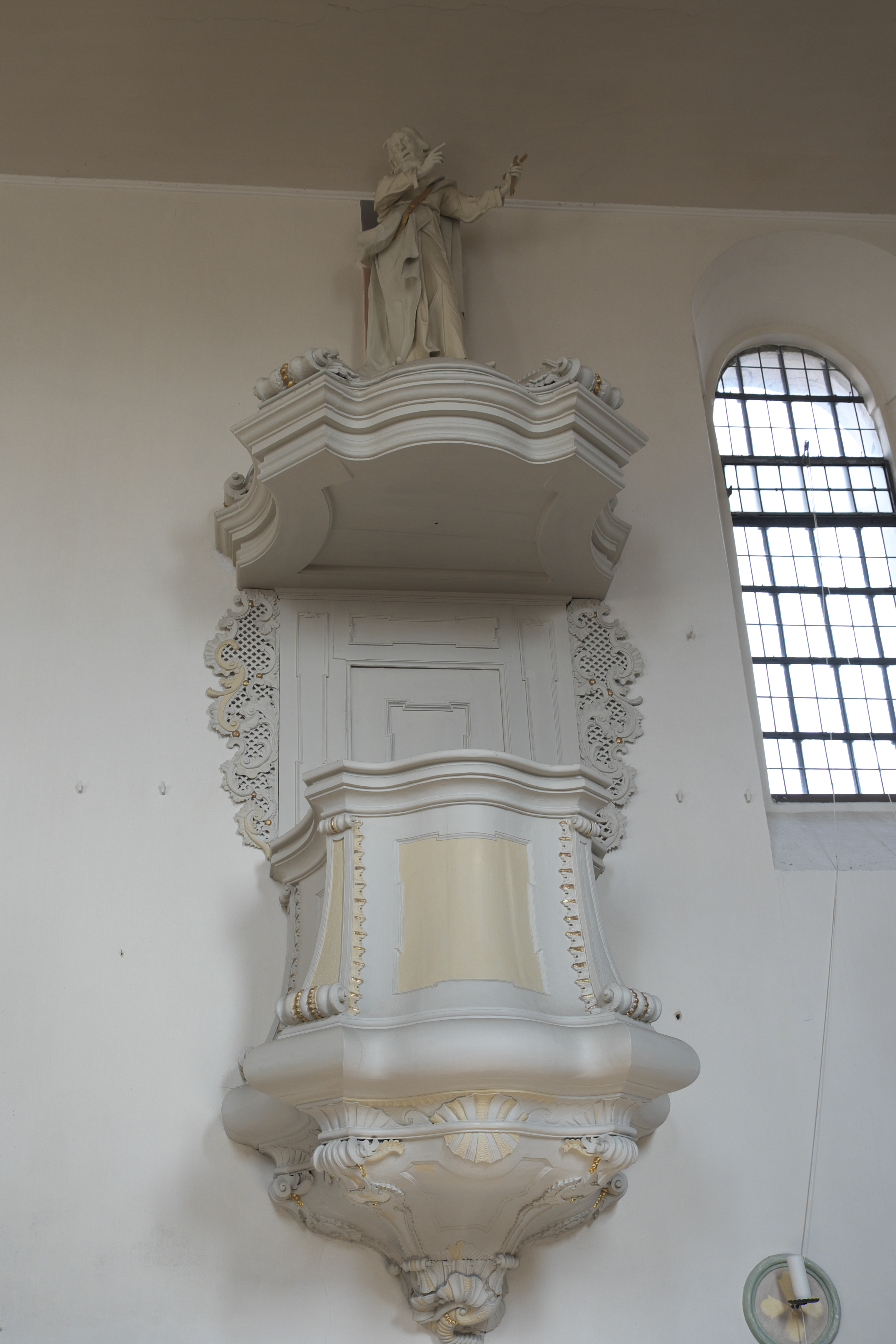
Kanzel
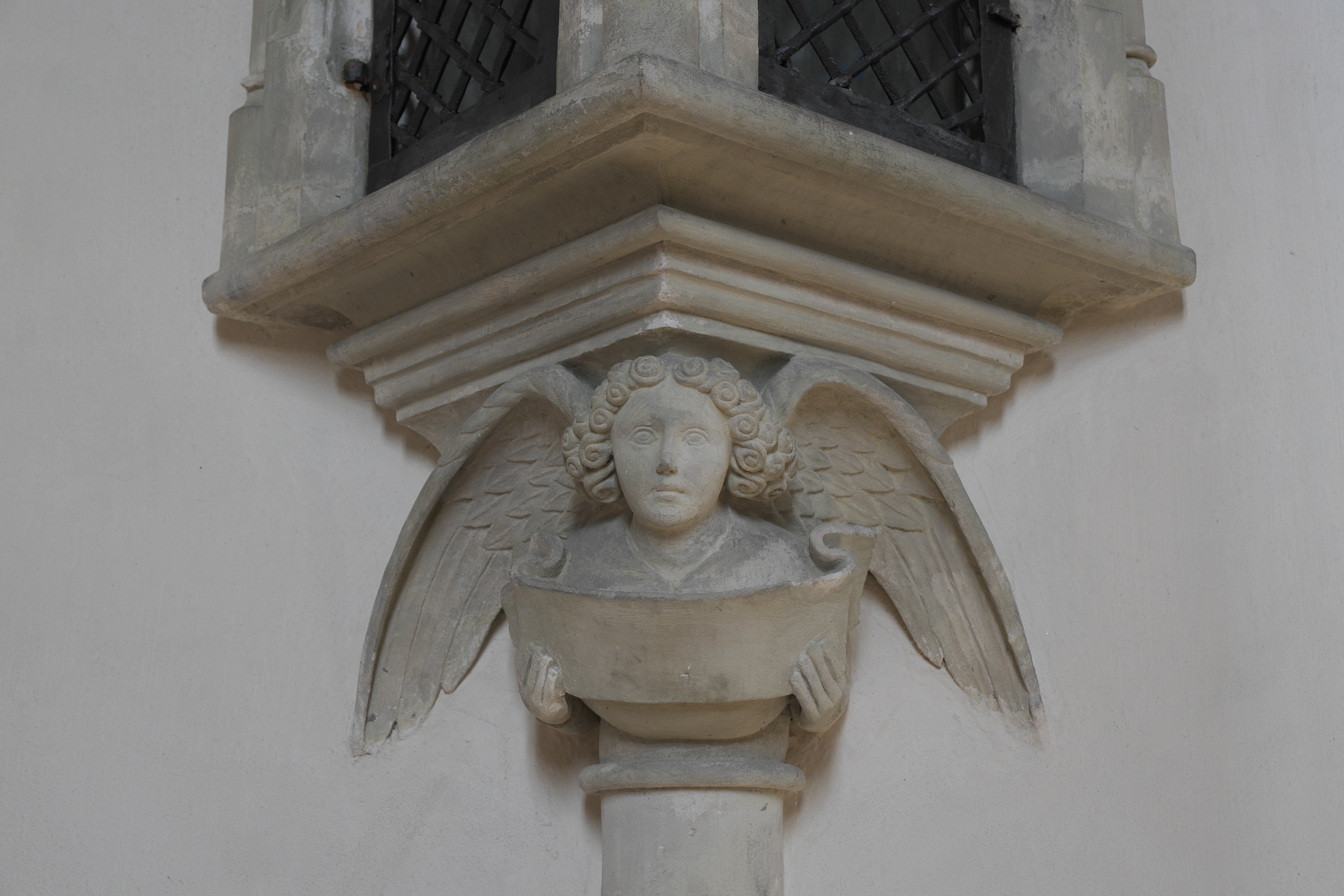
Engelskonsole unter dem Sakramentshaus
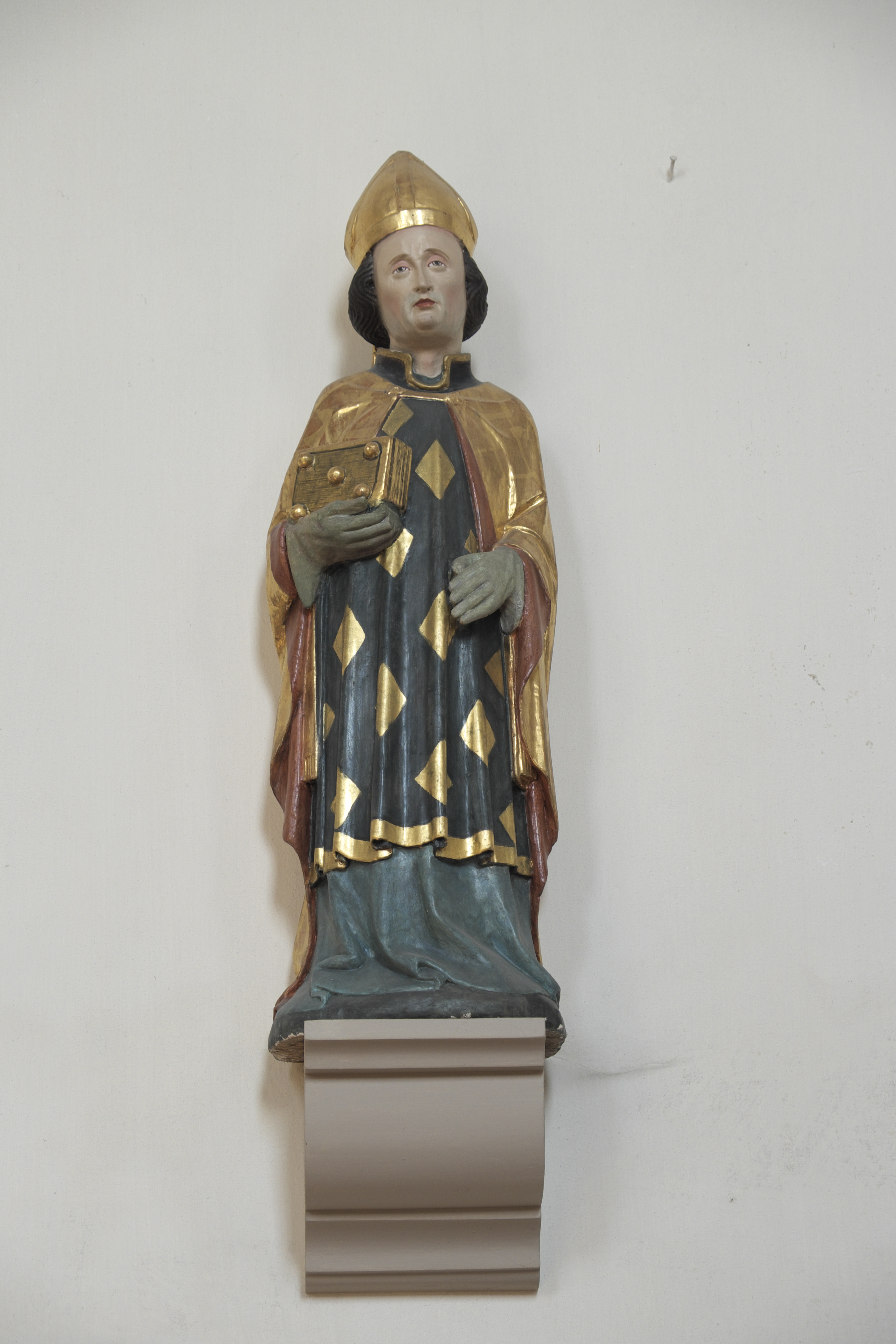
Figur eines Bischofs, um 1460